# Янега
Янега (рос. Янега) — селище у Лодєйнопольському районі Ленінградської області Російської Федерації.
Населення становить 1049 осіб. Належить до муніципального утворення Янегське сільське поселення.

## Історія
Згідно із законом від 20 вересня 2004 року № 63-оз належить до муніципального утворення Янегське сільське поселення.

## Населення
| 1879  | 1905 | 1958 | 1990  | 1997  | 2007  | 2010 |
| ----- | ---- | ---- | ----- | ----- | ----- | ---- |
| 26    | ↗44  | ↗117 | ↗1308 | ↘1211 | ↘1133 | ↘951 |
| 2014  |      |      |       |       |       |      |
| ↗1049 |      |      |       |       |       |      |